# Minho (VR)
Pour les articles homonymes, voir Minho (homonymie).
Le Minho est un vin qui fait partie des Vinhos regionais (VR) portugais. Sa production est régie par les décrets nationaux nº 112 du 30 janvier 1993, nº 1202 du 28 novembre 1997, nº 394 du 16 avril 2001 et par la directive européenne 1493 du 17 mai 1999. La certification Vinho Regional Minho est faite par la Commission de Viticulture de la Région des Vinhos verdes.

## Histoire

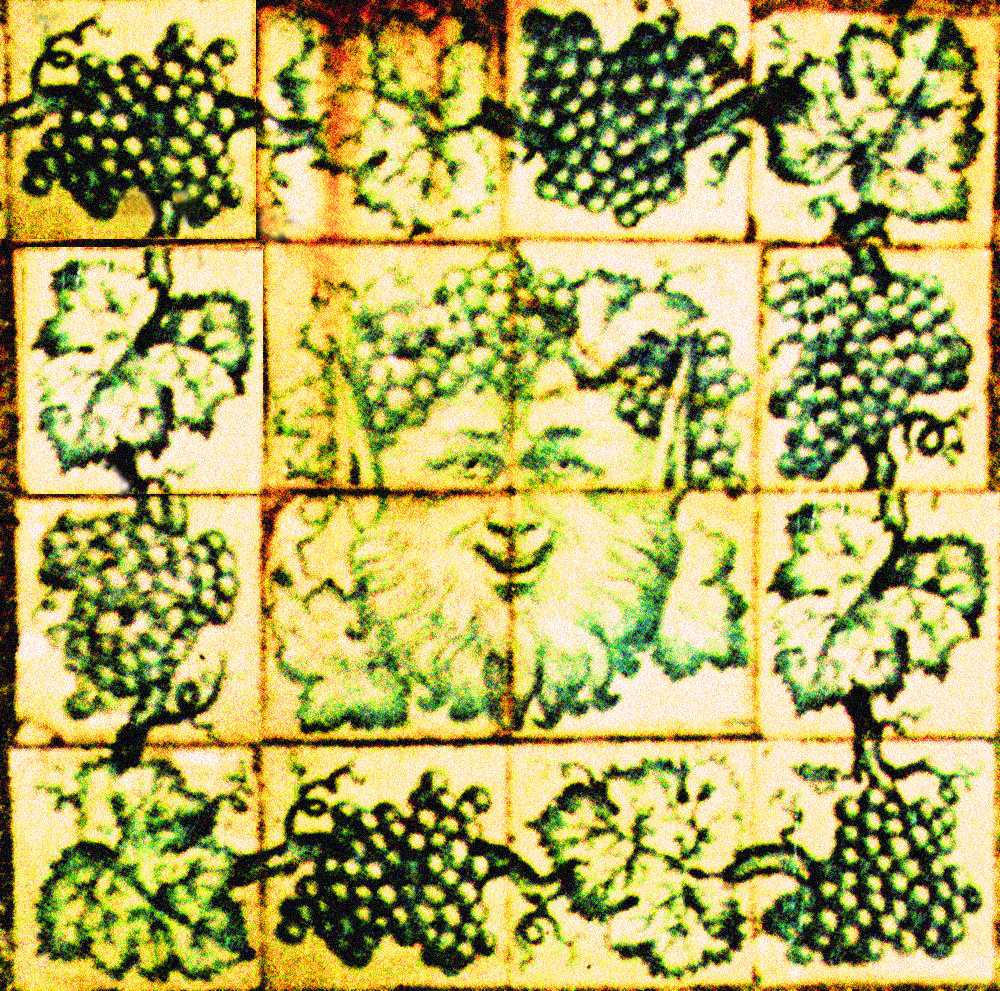
Azulejos bachiques de la région du Minho (XVIIIe siècle)

Le Minho est une province historique portugaise qui a pris son nom du Minho, le fleuve que sépare cette region portugaise de la Galice, une communauté autonome espagnole.
La capitale du Minho était Braga (Bracara Augusta), ancienne capitale de la province romaine de Gallaecia et du royaume suève.
Le Minho est l'embryon historique du comté de Portucale où sont localisées les cités de Guimarães (la ville berceau), Barcelos (la ville comtale) et Braga (la ville des archevêques).
La reforme administrative portugaise a remplacé les provinces par des districts, et celle du Minho a été subdivisée en deux, le district de Braga et le district de Viana do Castelo. Cette ancienne province est maintenant intégrée dans la Région Nord.

## Géographie
Les limites géographiques de la zone de production du minho sont au nord et au sud les fleuves Minho et Lima, à l'est, des montagnes dont l'altitude est supérieure à mille mètres, à l'ouest l'océan Atlantique,. 

District de Viana do Castelo
District de Braga
District de Porto

### Orographie
Caractérisé par un relief accidenté, ce terroir a été décrit comme « un amphithéâtre ouvert sur la mer s'élevant progressivement vers l'intérieur » (Amorin Girão). Comme ses principaux cours d'eau, Minho, Lima, Cavado, Ave et Douro coulent d'Est en Ouest, ils facilitent la pénétration des vents océaniques,. L'ensemble de cette région est délimité et séparé par les montagnes de Penada, Gerez, Cabreira, Alvão, Marão, Montemuro, Freita et Arada. À ces escarpements s'ajoutent des vallées bosselées par de petits monts (Arga, Amarela et Citãnas) qui en font une zone accidentée, aux vallées étroites, sans grande étendue de plaine mais sans altitude élevée.

### Géologie
Le vignoble est implanté sur des substrats granitiques avec des traces de micaschistes. Une bande silurique où apparaissent des formations carbonifères ou d'ardoises, le traverse de S.E au N.O. Cet ensemble fournit des sols pauvres, acides et sableux avec une forte carence en calcaire et phosphore.

### Climatologie
De type océanique, ce climat est caractérisé par de faibles amplitudes thermiques, une pluviosité assez importante et une forte sécheresse estivale. Les reliefs à l'est du littoral limitent l'influence océanique et favorisent une grande variété de micro-climats.
| Mois                              | jan.  | fév.  | mars  | avril | mai  | juin | jui. | août | sep. | oct.  | nov. | déc.  | année   |
| --------------------------------- | ----- | ----- | ----- | ----- | ---- | ---- | ---- | ---- | ---- | ----- | ---- | ----- | ------- |
| Température minimale moyenne (°C) | 4,5   | 4,8   | 6,2   | 7     | 9,6  | 12   | 12,6 | 13,2 | 11,8 | 9,6   | 6,3  | 4,6   | 8,5     |
| Température moyenne (°C)          | 8,7   | 9,1   | 10,9  | 12,4  | 15,2 | 18,2 | 20,2 | 19,8 | 18,4 | 15,3  | 11,2 | 8,9   | 14      |
| Température maximale moyenne (°C) | 12,8  | 13,5  | 15,6  | 17,8  | 20,7 | 24,4 | 27,2 | 27   | 24,9 | 21    | 16   | 13,3  | 19,5    |
| Précipitations (mm)               | 217,1 | 208,9 | 180,3 | 104,2 | 110  | 64,5 | 20,9 | 30,6 | 77,7 | 132,4 | 174  | 193,3 | 1 514,9 |

Les entrées maritimes entretiennent une forte humidité et soumettent ce terroir à une pluviosité abondante, 1 500 à 2 000 mm mais mal répartie cependant pour la vigne. Si l'hiver et le printemps sont normalement humides, l'été est très sec et l'automne pluvieux au moment des vendanges. En corollaire les températures sont douces, l'hiver peu rigoureux mais les vignes ont à craindre de possibles gelées de printemps. La forte sécheresse estivale, même sans température excessive, influe fortement sur la maturité des raisins. 

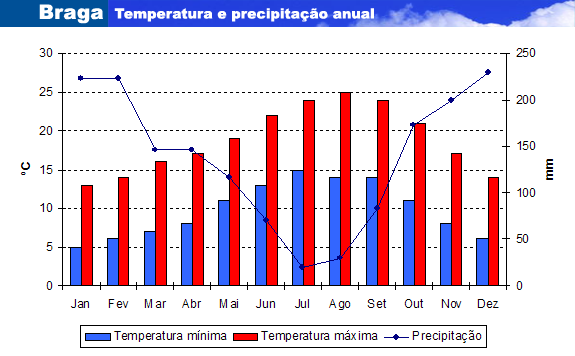
Tableau des températures et des précipitations à Braga,
région centrale du minho

Dans la classification de Thornwait, le terroir viticole du minho est définie comme ayant un « climat humide ou super humide, mésothermique, avec petite ou forte déficience d'eau en été, soumis de façon prépondérante à l'influence maritime »

## Types de vins
Il couvre le même terroir viticole que le Vinho verde. Ces vins sont presque identiques à l'exception de cépages étrangers qui sont exclus de la Denominação de Origem Controlada.

## Méthode culturale
C'est un vignoble morcelé à l'extrême où d'une façon générale chaque producteur ne possède guère plus d’un hectare de vignes. Les méthodes culturales varient en fonction des terroirs. Il est toujours aujourd'hui possible de trouver des broderies en forme de ramada, bardo, arejões ou enforcado, d'une hauteur variant entre un demi mètre et six ou sept mètres, accrochés, dans ce cas à des hautains constitués par des arbres comme le châtaignier, le platane ou le peuplier. Les vignes ont dû s'adapter à la conduite en hautain par une sélection naturelle des variétés supportant ce mode cultural. L'adaptation a été telle que ces cépages aujourd'hui imposent cette méthode, car taillés en forme basse, leurs vignes, à grande exubérance végétative, produisent peu et dépérissent. Le viticulture moderne, impliquant une économie de main-d'œuvre, a imposé deux nouveaux modes de conduites sur cordon ou cruzeta.

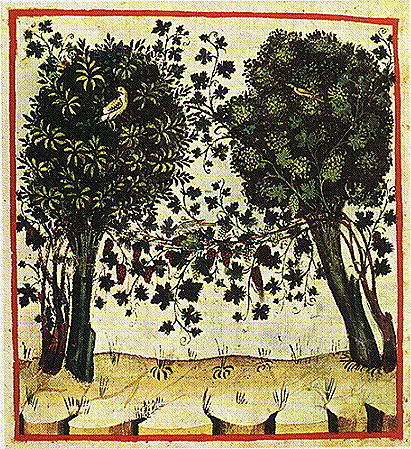
Vigne conduite en hautain arboré Tacuinum Sanitatis (1474), Paris, Bibliothèque nationale, Ms. lat. 9333
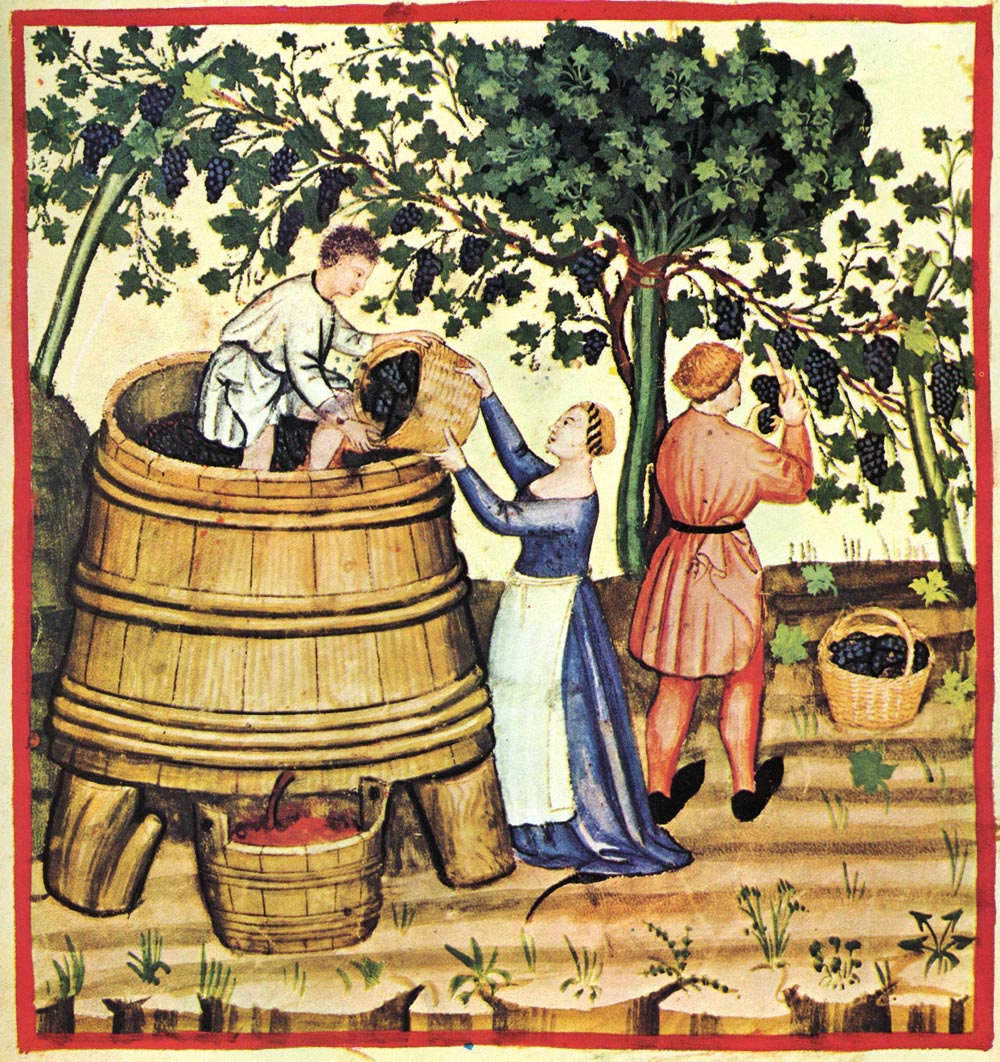
Hautain en guirlande Tacuinum Sanitatis (1474), Paris, Bibliothèque nationale, Ms. lat. 9333
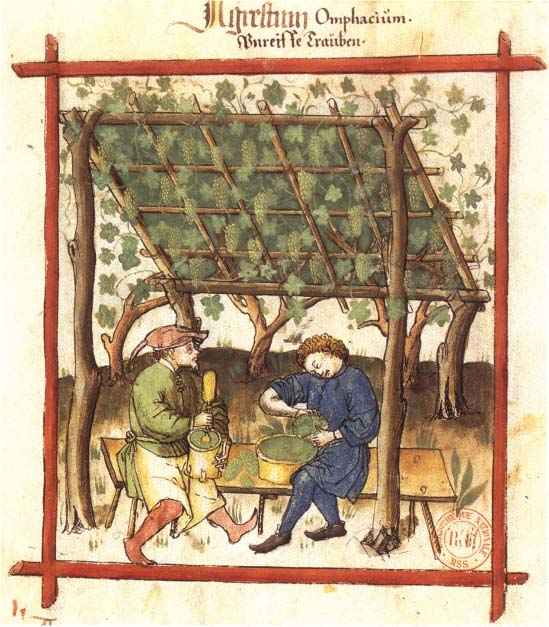
Vigne conduite en ramada Tacuinum Sanitatis (1474), Paris, Bibliothèque nationale, Ms. lat. 9333

## Encépagement
L'encépagement est composé de : Alvarinho, Arinto, Avesso, Azal blanc, Azal rouge, Batoca, Borraçal, Brancelho, Cabernet Sauvignon, Chardonnay, Espadeiro, Loureiro, Merlot, Padreiro de Basto, Pedral, Rabo de Ovelha, Riesling, Trajadura et Vinhão.

## Terroir
Le vignoble couvre les districts de Viana do Castelo et de Braga, les concelhos de Ribeira de Pena et Mondim de Basto, le district de Vila Real, les concelhos de Santo Tirso, Vila do Conde, Póvoa de Varzim, Maia, Matosinhos, Gondomar, Valongo, Paredes, Paços de Ferreira, Lousada, Felgueiras, Penafiel, Amarante, Marco de Canaveses et Baião, le district de Porto, les concelhos de Castelo de Paiva, Vale de Cambra et Arouca, le district d'Aveiro, les concelhos de Resende et Cinfães (à l'exception de la ville de Barra), le district de Viseu, la freguesia de Ossela et le concelho de Oliveira de Azemeis.